# Ладичі
Ладичі (хорв. Ladići) — населений пункт у Хорватії, в Істрійській жупанії у складі громади Канфанар.

## Населення
Населення за даними перепису 2011 року становило 34 осіб.
Динаміка чисельності населення поселення:

## Клімат
Середня річна температура становить 12,94 °C, середня максимальна – 26,93 °C, а середня мінімальна – -1,71 °C. Середня річна кількість опадів – 922 мм.
| Клімат поселення                              | Клімат поселення | Клімат поселення | Клімат поселення | Клімат поселення | Клімат поселення | Клімат поселення | Клімат поселення | Клімат поселення | Клімат поселення | Клімат поселення | Клімат поселення | Клімат поселення | Клімат поселення |
| Показник                                      | Січ.             | Лют.             | Бер.             | Квіт.            | Трав.            | Черв.            | Лип.             | Серп.            | Вер.             | Жовт.            | Лист.            | Груд.            |                  |
| Середній максимум, °C                         | 9,68             | 10,56            | 13,40            | 16,95            | 22,06            | 26,30            | 26,93            | 26,56            | 21,94            | 17,26            | 12,22            | 9,04             |                  |
| Середня температура, °C                       | 3,99             | 4,88             | 7,72             | 11,27            | 16,38            | 20,63            | 23,02            | 22,64            | 18,02            | 13,32            | 8,29             | 5,12             |                  |
| Середній мінімум, °C                          | −1,71            | −0,81            | 2,03             | 5,59             | 10,69            | 14,95            | 19,08            | 18,71            | 14,10            | 9,42             | 4,36             | 1,18             |                  |
| Норма опадів, мм                              | 67               | 55               | 66               | 75               | 68               | 78               | 56               | 81               | 83               | 103              | 108              | 82               |                  |
| Середньомісячна швидкість вітру, м/с          | 2.07             | 2.32             | 2.50             | 2.49             | 2.26             | 2.17             | 2.12             | 2.08             | 2.09             | 2.24             | 2.32             | 2.23             |                  |
| Середньомісячна сонячна радіація, кДж/м²·день | 4535             | 7447             | 10747            | 15202            | 19322            | 21101            | 22000            | 19080            | 14156            | 9055             | 4961             | 3810             |                  |
| --------------------------------------------- | ---------------- | ---------------- | ---------------- | ---------------- | ---------------- | ---------------- | ---------------- | ---------------- | ---------------- | ---------------- | ---------------- | ---------------- | ---------------- |
| Джерело:                                      |                  |                  |                  |                  |                  |                  |                  |                  |                  |                  |                  |                  |                  |